# لیسنسکی
لیسنسکی (به انگلیسی: Lisnaskea) یک روستا در بریتانیا است. لیسنسکی ۲٬۹۶۰ نفر جمعیت دارد.